# Tomma Schröder
Tomma Schröder (* 1980) ist eine freie Journalistin aus Flensburg. Ihre Themenschwerpunkte liegen in Wissenschaft und Gesellschaft.

## Ausbildung
Schröder studierte von 2000 bis 2005 an der Christian-Albrechts-Universität zu Kiel Slawistik und Literaturwissenschaft, zwischenzeitlich auch 2003/04 Russische Sprache und Literatur an der Staatlichen Universität Irkutsk, Russland. Anschließend war sie von September 2005 bis Mai 2006 am Goethe-Institut in Czernowitz, Ukraine, als Sprachassistentin tätig. Von 2007 bis 2009 folgte eine Volontariat beim Schleswig-Holsteinischen Zeitungsverlag.

## Berufliche Tätigkeiten
Seit 2009 ist Schröder freiberuflich für Printmedien und den deutschen öffentlich-rechtlichen Rundfunk wie den Deutschlandfunk tätig, nebenbei für das Max-Planck-Institut für demografische Forschung in Rostock.
Seit 2011 ist sie Autorin von acht Ausgaben der Sendung Wissenschaft im Brennpunkt sowie von zahlreichen Wissenschaftsmeldungen in der Sendung Forschung aktuell.

## Ehrungen
- 2011: Ernst-Schneider-Preis der Industrie- und Handelskammer in der Kategorie „Wirtschaft in regionalen Printmedien“ für Die Nordsee[3]
- 2017: Nominierung für den Alternativen Medienpreis in der Kategorie „Macht“ mit Herrscher über die Hohe See[4]

## Werke
In der Reihe „Wissenschaft im Brennpunkt“:
- Schauer der Emotion – Die Physiologie der Gänsehaut vom 6. März 2011
- Der Plan vom Meer – Warum es auf der Ostsee eng wird vom 9. September 2012
- Organe aus dem Baukasten – Wie die regenerative Medizin zerstörtes Gewebe ersetzen will vom 16. September 2012
- Herrscher über die Hohe See – Der Ozean braucht eine Verwaltung vom 5. Mai 2016
- Zweiteiler: Big Data, Big Fish - Teil 1 – Jagd auf die Illegalen vom 16. April 2017 und Teil 2 vom 17. April 2017 über illegale Fischerei und nachhaltige Fischerei
- 300 Jahre Weihnachtsflut – Kampf um die Küste vom 25. Dezember 2017
- Endstation Acker – Plastik auf dem Land vom 2. September 2018 über Mikroplastik
- Ganz natürlich – oder anders? Streit um den richtigen Biolandbau vom 21. April 2019